# La dama en cuestión
La dama en cuestión (The Lady in Question) es una película estadounidense de 1940 dirigida por Charles Vidor e interpretada por Brian Aherne y Rita Hayworth.

## Reparto
- Brian Aherne como Andre Morestan.
- Rita Hayworth como Natalie Roguin.
- Glenn Ford como Pierre Morestan.
- Irene Rich como Michele Morestan.
- George Coulouris como abogado defensor.